# Château du Chesnois
Le château du Chesnois est une vaste demeure édifiée au XIXe siècle sur la commune de Bains-les-Bains dans le sud du département des Vosges en région culturelle et historique de Lorraine, région administrative Grand Est . Il est actuellement utilisé comme bâtiment administratif d'un lycée professionnel.

## Histoire
Le nom du château vient de chêne. Il se situe à l'ouest de la commune thermale de Bains-les-Bains, à l'orée du bois du Chanot. Il est construit en 1864 pour Édouard Demazure (1827-1892), puis passe par héritage à son fils André Demazure (1869-1938), qui fut maire de Bains-les-Bains de 1907 à 1921 et de 1929 à sa mort en 1938.
La propriété est occupée successivement entre 1940 et 1944 par l'état-major des Eaux et Forêts, les Allemands puis les Américains.
C'est à partir de la fin de l'année 1944 que les premiers éléments du Centre de Formation Professionnelle (CFP) de Remiremont qui se trouvait sans locaux en raison des dommages dus aux combats lors la Libération, vient s'installer au Chesnois. Des bâtiments en préfabriqués servent alors les premières années d'internat, de salles de classe, d'ateliers ; la cuisine et les réfectoires prennent place au château. En 1948, il est entièrement converti en centre d'apprentissage masculin (CA). En 1960, un grand internat et des ateliers sont construits, en même temps que l’établissement devient un Collège d'enseignement technique (CET). En 1969, le collège d'enseignement général du canton s'installe à proximité, transformant le secteur du Chesnois en une cité scolaire. En 1975, le Collège d'enseignement technique devient un lycée d'enseignement professionnel, simplifié en lycée professionnel en 1985.
Le château ne fait actuellement l'objet d'aucune inscription ou classement au titre des monuments historiques.

## Description
Le château est indiqué sur les cartes IGN au 25:000 comme suit : le Chesnois château. 
De style néo-Louis XV, l'aile centrale à deux pans en ardoise est entourée de deux ailes à toit à la Mansart. Son élévation comprend quatre niveaux (sous-sol, rez-de-chaussée, étage noble et étage sous combles) avec des fenêtres en arc segmentaire au rez-de-chaussée. 
Le château est aujourd'hui au centre du lycée professionnel et en accueille l'administration.